# Préfecture de Gifu
Pour les articles homonymes, voir Gifu.
La préfecture de Gifu (岐阜県, Gifu-ken) est située au centre de Honshū, la plus grande île du Japon.

## Histoire
Vers le milieu du IVe siècle la région qui forme l’actuelle préfecture de Gifu fut intégrée à la cour du Yamato. Du fait de sa position centrale sur l’île de Honshû, celle-ci fut le théâtre de nombreuses batailles décisives tout au long de l’histoire du Japon ; l’une des plus anciennes étant la guerre de Jinshin (壬申の乱, Jinshin no Ran) qui eut lieu en 672 et qui conduisit à l’établissement de l’Empereur Tenmu, le 40e empereur du Japon. Il s’y déroula également la bataille de Sekigahara, événement majeur de l’Histoire du Japon qui mit fin à l’époque Sengoku et marqua le début de l’époque d’Edo et du règne de la famille Tokugawa.
La préfecture de Gifu se compose des anciennes provinces de Hida (au nord) et Mino (au sud) ainsi que d’une petite partie d'Echizen et de Shinano. Son nom dérive de sa capitale, la ville de Gifu, dont le nom fut donné par Oda Nobunaga au cours de sa campagne d’unification du Japon en 1567. Le premier caractère chinois est une référence à la montagne légendaire Qishan (岐山) de laquelle une grande partie de la Chine fut unifiée tandis que le second fait référence à Qufu (曲阜), le lieu de naissance de Confucius. Nobunaga choisit ces caractères pour symboliser son désir d’unification du pays ainsi que son désir de se voir reconnu comme un grand homme d’esprit.
La préfecture de Gifu fut historiquement le centre du Japon dans le domaine de la fabrication d’épées, la ville de Seki étant reconnue comme forgeant les meilleures épées du Japon. Plus récemment, ce savoir-faire s’est avéré utile, principalement dans la ville de Gifu, mais également à Kakamigahara dans le domaine de l’ingénierie aérospatiale.
Le 28 octobre 1891 l’actuelle ville de Motosu fut l’épicentre du tremblement de terre Mino-Owari, le deuxième plus important séisme dans l’histoire du Japon. Le séisme qui fut enregistré à 8 sur l’échelle de Richter provoqua une énorme fissure encore visible aujourd’hui.

## Géographie

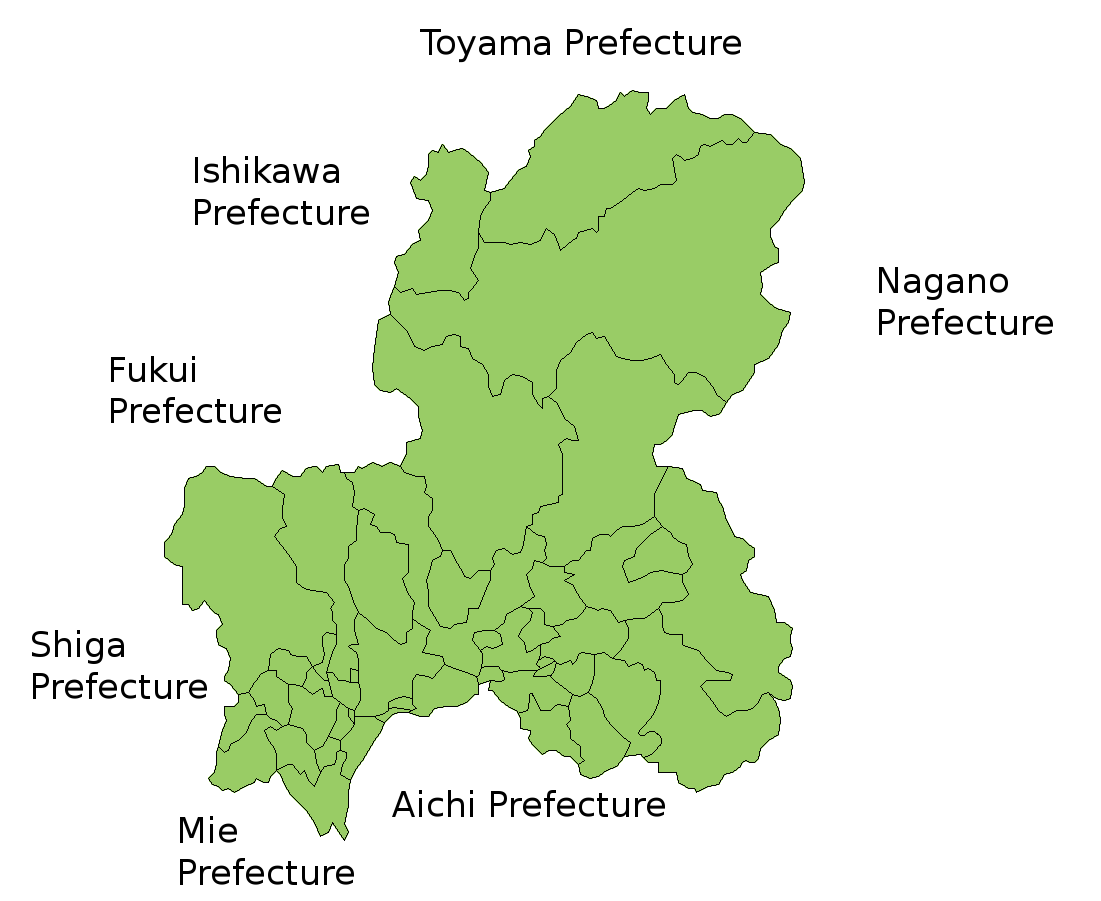
Carte du département de Gifu

La préfecture de Gifu est une des rares préfectures du Japon à ne pas avoir d'accès à la mer. Montagneuse et vallonnée sur la majorité de son territoire, elle est bordée par les préfectures suivantes :
- côté Pacifique (sud), Mie et Aichi ;
- côté mer du Japon (nord), Toyama ;
- au sud-ouest, Shiga ;
- à l'ouest, Fukui ;
- au nord-ouest, Ishikawa ;
- à l'est, Nagano.

Elle est administrativement divisée en cinq régions : Gifu, Seino, Chuno, Tono et Hida. Ces régions sont subdivisées en communes.
Parmi ces communes, beaucoup ont disparu administrativement, du fait du regroupement administratif enclenché par le système de subvention fondé sur la population de la commune. On a eu par exemple la disparition de la commune d'Iwamura, qui a intégré celle d'Ena (région du Tono).

Les voies de communications sont étroites et coûteuses à réaliser dans cette région. Même si dans un milieu montagneux et avec une alternance de ponts et de tunnels, une autoroute relie Nagoya à Takayama, au nord de la préfecture, aucune ne relie actuellement Nagoya à Toyama.

## Municipalités

### Villes
Liste des 21 villes (市, shi) de la préfecture de Gifu.
- Ena
- Gero
- Gifu (capitale)
- Gujō
- Hashima
- Hida
- Kakamigahara
- Kani
- Kaizu
- Mino
- Minokamo
- Mizuho
- Mizunami
- Motosu
- Nakatsugawa
- Ōgaki
- Seki
- Tajimi
- Takayama
- Toki
- Yamagata

### Districts
Liste des 9 districts (郡, gun) de la préfecture de Gifu, de leurs 19 bourgs (町, chō/machi) et 2 villages (en italique).
| - District d'Anpachi : - Anpachi - Gōdo - Wanouchi - District de Fuwa : - Sekigahara - Tarui | - District de Hashima : - Ginan - Kasamatsu - District d'Ibi : - Ibigawa - Ikeda - Ōno | - District de Kamo : - Hichisō - Higashishirakawa - Kawabe - Sakahogi - Shirakawa - Tomika - Yaotsu | - District de Kani : - Mitake - District de Motosu : - Kitagata - District d'Ōno : - Shirakawa - District de Yōrō : - Yōrō |

Le 13 février 2005, le district d'Ena est supprimé à la suite de la réunion des bourgs et villages qui le constituaient à la ville de Nakatsugawa.
Le 23 janvier 2006, le district de Toki est supprimé à la suite de la réunion du bourg de Kasahara à la ville de Tajimi.

## Économie
L'économie de Gifu souffre de sa situation, d'autant plus que son taux de croissance a été pendant longtemps négatif (jusqu'en 2003).
La structure économique de la préfecture repose en grande partie sur les services y compris le tourisme, bien que la population active soit importante dans le domaine de l'industrie comparativement au reste du Japon. Autres chiffres intéressants pour 2004, la part des services dans le PIB de la préfecture était la part la plus faible du Japon bien en dessous de la moyenne nationale (Gifu : 62,8 %, Japon moyenne 2004 : 72 %).
En effet il faut savoir qu'historiquement, la région est pauvre, peu productrice en riz et autres ressources agricoles. Sa richesse était et est encore située dans les activités liées à la céramique (artisanale ou industrielle, plats, bols ou céramiques de pointe pour l'industrie...).
Des entreprises comme Taiyosha Takasago, Inax ou TYK illustrent bien ce secteur.
Ces industries attirent aussi une main d'œuvre peu qualifiée d'étrangers d'origine japonaise ; les nikkeijin.

## Tourisme

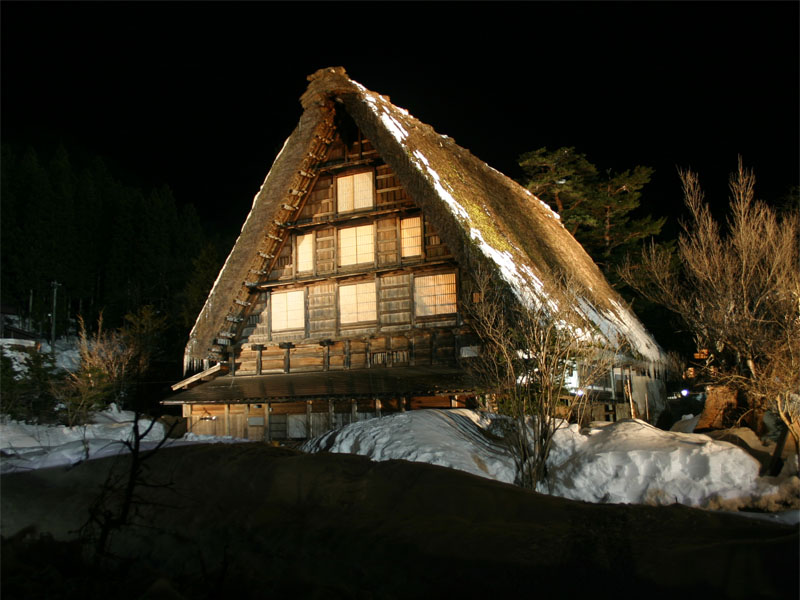
Villages historiques de Shirakawa-gô et Gokayama

Gifu possède de nombreux sites touristiques, les plus populaires étant Gifu, Gero, Shirakawa et Takayama. Gifu est célèbre pour la pêche au cormoran, dont la tradition remonte à plus de 1300 ans, ainsi que pour avoir été l’un des lieux de résidence d’Oda Nobunaga et de Saitō Dōsan. La ville de Gero est connue pour ses sources thermales (温泉　onsen) qui attirent de nombreux visiteurs tout au long de l’année. Le village de Shirakawa-gō et ses 110 maisons au toit de chaume　(合掌造り gasshôzukuri) est, lui, crédité de trois étoiles dans le Guide Michelin et inscrit au patrimoine mondial de l’Unesco. Takayama qui a su préserver son charme d’antan est souvent appelée « la petite Kyôto ».

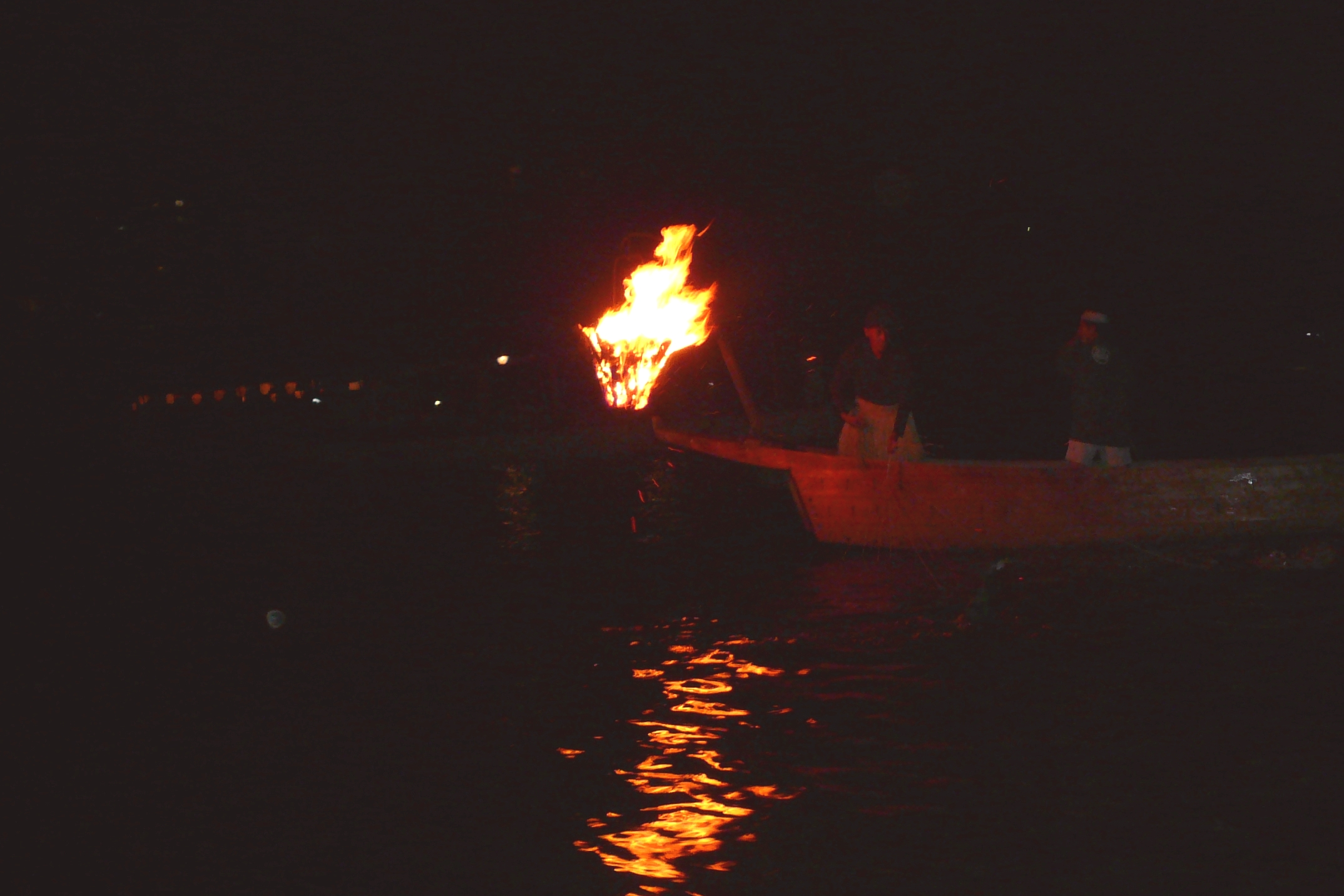
Ukai, pêche aux cormorans sur la rivière Nagaragawa (ville de Gifu)

En outre, Gifu accueille également de nombreux événements internationaux.
Le World Event and Convention Complex Gifu est le théâtre d’événements variés. Des événements internationaux ont également lieu dans d’autres régions de Gifu tels les championnats du monde d'aviron à Kaizu en 2005, une épreuve de la coupe du monde de snowboard à Gujo en 2008 ou encore la réunion à Gifu des ministres chargés des PME dans le cadre du sommet de l’APEC 2010 au Japon.

## Jumelages
La préfecture de Gifu est jumelée avec les municipalités ou régions suivantes :
- Jiangxi (Chine) depuis le 21 juin 1988.

## Personnalités liées à la préfecture
- Yoshi Tatsu, catcheur à la WWE.
- Junji Ito, mangaka specialisé dans le manga d’horreur.